# Ermida de Nossa Senhora da Conceição (Ulme)

Vista geral da ermida.

A Ermida de Nossa Senhora da Conceição está situada no Casal do Pinhão, perto da vila de Ulme, em plena várzea. 
A ermida data do século XVII, existindo já em 1624. O local onde se ergue, bem como a sua estrutura octogonal arredondada, indiciam que esta ermida foi edificada no lugar de um antigo oratório árabe. Para além disso, a descoberta recente de estelas funerárias medievais na sua proximidade indica ainda que aqui existiu em tempos um cemitério cristão.
Este pequeno templo é de uma arquitectura pitoresca, apresentando uma forma circular e uma cobertura em abóbada de cúpula, encimada por uma sineira e por um coruchéu. A imagem de madeira de invocação do orago, que antigamente estava colocada no interior, era atribuída à Escola Italiana do século XVIII. Esta imagem foi roubada nos anos oitenta do século XX e nunca mais foi encontrada. Em 1951, a ermida sofreu uma intervenção de restauro, promovida pelo seu proprietário.
Ainda nos dias de hoje, a população de Ulme organiza todos os anos, na Quinta-Feira de Ascensão, uma romaria que parte da vila e que termina nesta ermida, mantendo uma tradição secular.